# گمینا یمیلنو
گمینا یمیلنو (به لهستانی:  Gmina Jemielno) یک گمینا در لهستان است که در شهرستان گورا واقع شده‌است. گمینا یمیلنو ۱۲۳٫۸ کیلومتر مربع مساحت و ۳٬۰۹۶ نفر جمعیت دارد.